# وقت قاهره
وقت قاهره (به انگلیسی: Cairo Time) فیلمی محصول سال ۲۰۰۹ و به کارگردانی ربا ندا است. در این فیلم بازیگرانی همچون پاتریشا کلارکسون، الکساندر صدیق، النا آنایا، تام مک‌کاموس و آمینه العنابی ایفای نقش کرده‌اند.

## خلاصه داستان
جولیت (پاتریشیا کلارکسون) برای دیدن همسرش مارک هنگام تعطیلات به قاهره می‌رود. مارک کارمند سازمان ملل متحد است و درگیر حمایت انسان‌دوستانه در غزه است و سفرش به قاهره چند روز با تأخیر همراه می‌شود. طارق (الکساندر صدیق) همکار مارک، جولیت را از فرودگاه به هتل می‌برد و چند روز بعد را با او به گردش در قاهره می‌پردازد .....